# Katharine Wilkinson
Katharine K. Wilkinson es una escritora y activista estadounidense, vicepresidenta del Proyecto Drawdown contra el cambio climático. Fue escritora del libro Drawdown, el cual aborda dicha problemática. Time la incluyó en 2019 en su lista de las "quince mujeres que salvarán el mundo".

## Biografía
Wilkinson, natural de Atlanta (Georgia), se licenció en religión en Sewanee, donde actualmente es miembro del profesorado. Mientras estudiaba allí, obtuvo una beca Udall y una beca Rhodes. Como becaria Rhodes, cursó un doctorado en geografía y medio ambiente por la Universidad de Oxford.
Es conocida, en parte, por su papel en la defensa de las mujeres en el activismo contra el cambio climático, como en su charla Ted de 2018. Es una de las editoras de la colección de mujeres escritoras sobre el clima All We Can Save, junto con la bióloga y conservacionista Ayana Elizabeth Johnson. La Academia de Poetas Americanos la nombró jueza del Premio de Poemas de Acción Climática Treehouse.
En octubre de 2020, la activista Leah Stokes y Wilkinson iniciaron el podcast A Matter of Degrees, en el que discuten las causas del problema climático, y las herramientas para solucionarlo. Sus libros sobre el clima incluyen la antología superventas All We Can Save (2020, coeditora), The Drawdown Review (2020, redactora jefe y escritora principal), el superventas del New York Times Drawdown (2017, escritora principal) y Between God & Green (2012), que The Boston Globe calificó como "una historia de vital importancia, incluso subversiva".